# جون بينيت (لاعب كرة قدم)
جون بينيت (بالإنجليزية: John Bennett)‏ هو لاعب كرة قدم بريطاني في مركز نصف الجناح، ولد في 15 مايو 1949 في روثرهام ‏ في المملكة المتحدة. لعب مع نادي تشيلمسفورد.